# Christopher Bainbridge
Christopher Bainbridge (ur. ok. 1464 w Hilton, zm. 14 lipca 1514 w Rzymie) – angielski kardynał.

## Życiorys
Był siostrzeńcem arcybiskupa Thomasa Langtona. Studiował w Ferrarze, na Uniwersytecie Bolońskim, gdzie uzyskał doktorat z prawa cywilnego w 1492 i na Queen's College w Oxfordzie, gdzie uzyskał doktorat z nauk prawnych w 1495. Po ukończeniu studiów pracował jako skarbnik w diecezji londyńskiej, archidiakon w Surrey (1500-1502) i dziekan katedry w York w 1503.
27 sierpnia 1507 został wybrany biskupem Durham i w grudniu tego roku przyjął sakrę. 22 września 1508 został przeniesiony, by objąć arcybiskupstwo Yorku. Od września 1509 był legatem papieskim w Anglii, gdzie jego zadaniem było negocjować z królem udział w rozmowach pomiędzy Stolicą Apostolską a Francją. Dzięki staraniom Bainbridge'a, Henryk VIII dołączył do Ligi Świętej jako sojusznik Juliusza II i wraz z Wenecją i Szwajcarią usiłował wygnać Francuzów z Włoch. 10 marca 1511 został kreowany kardynałem prezbiterem i otrzymał kościół tytularny SS. Marcellino e Pietro. Od tego czasu Bainbridge nigdy już nie powrócił do Yorku. Wkrótce potem papież ponownie mianował go legatem, który wraz z wojskami weneckimi oblegał, okupowaną przez Francuzów, Ferrarę i udało mu się ją podbić. Wziął udział w soborze laterańskim V i był gorliwym przeciwnikiem panowania francuskiego w Państwie Kościelnym. Zmarł w wyniku otrucia przez sługę Rainaldo da Modena, który potem popełnił samobójstwo.